# Antrak Air
Antrak Air war eine ghanaische Fluggesellschaft mit Sitz in Accra und Basis auf dem Flughafen Accra.

## Geschichte
Antrak Air begann im September 2003 den Flugbetrieb. Als Ghana Airways im Sommer 2004 den Flugbetrieb einstellen musste, übernahm Antrak Air zwei ältere Douglas DC-9 der insolventen Staatslinie, um regionale Flüge der Ghana Airways weiter betreiben zu können. Am 15. Juni 2015 wurde der Flugbetrieb vorerst eingestellt. Ab Oktober 2015 sollte der Betrieb mit zwei neu geleasten ATR 72-500 wieder aufgenommen werden.
Die Fluggesellschaft stellte am 9. Juni 2015 den Betrieb ein.

## Flugziele
Antrak Air bediente vor ihrer Betriebseinstellung hauptsächlich nationale Ziele.

## Flotte
Mit Stand März 2016 besaß Antrak Air zwei ATR 42-500 (inaktiv).